# Nicolò de Miniussi
(Pietro Covre)
Nicolò Gaudenzio Vincenzo Miniussi, in spagnolo Nicolás de Miniussir y Giorgeta (Trieste, 21 gennaio 1788 – Valencia, 5 maggio 1868), è stato un generale e diplomatico austriaco naturalizzato spagnolo e combatté eroicamente prima nella guerra peninsulare assieme agli inglesi e portoghesi contro gli invasori napoleonici, poi nello stato maggiore del Duca di Wellington nella fatidica giornata di Waterloo e infine contro le formazioni carliste.

## La sua vita a Trieste

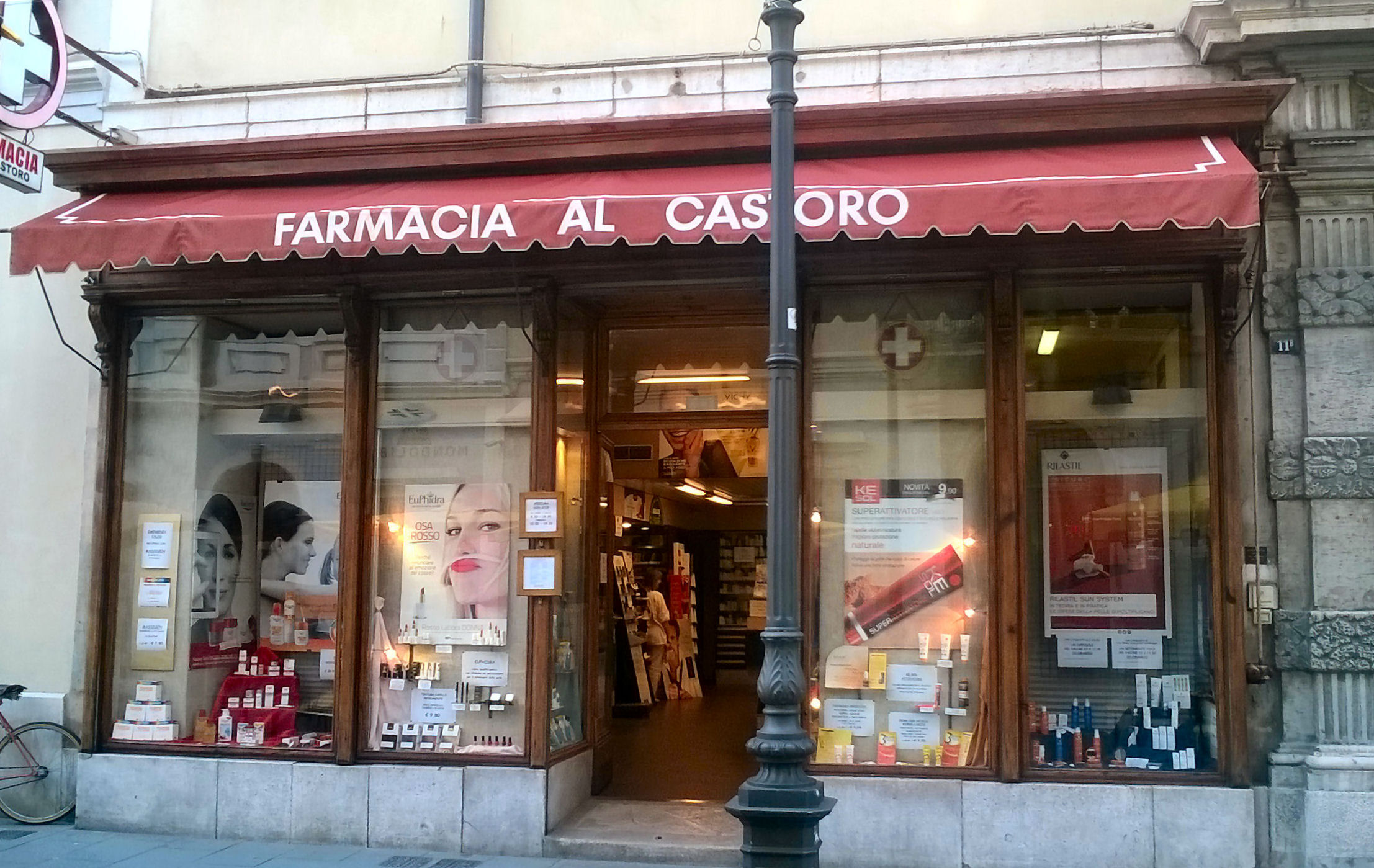
Farmacia "Al Castoro", Trieste

Nacque a Trieste (nel Sacro Romano Impero) il 21 gennaio 1788 da Margherita Giorgetti e da Giacomo Miniussi, detto Caponi, caffettiere di professione, e fu battezzato nella chiesa di Santa Maria Maggiore. Era fratello di Giacomo Miniussi, dal 1839 proprietario della farmacia "Al Castoro".
Nicolò amava molto la sua città, e mantenne sempre uno stretto rapporto epistolare con Giacomo e il nipote prediletto Leopoldo, detto Pòldele, figlio della sorella Lucia e dell'ingegner Giuseppe Colnhuber, in quel tempo direttore delle Imperial Regie fabbriche e strade a Trieste. Ma era di temperamento ardito ed avventuroso: all'età di 17 anni entrò nell'accademia militare come cadetto al servizio d'Austria. Quattro anni dopo terminò la scuola e nel maggio 1809 si arruolò in uno dei due battaglioni di cacciatori comandati dal Maggiore Conte Paolo Brigido. Il 16 maggio 1809 i battaglioni si ritirarono presso Prevallo. Il 17 mattina si mossero le divisioni francesi. I triestini le attaccarono, ma i francesi erano in numero maggiore del doppio: alla fine i battaglioni vennero sciolti e fuggirono verso la Croazia. Quindi Nicolò si rifugiò a Fiume e si arruolò nel battaglione istriano della Landwehr contro l'occupazione francese. A seguito del suo ottimo comportamento venne promosso al grado di alfiere e nominato aiutante del maggiore Schlechter.

## La campagna iberica contro i francesi
A Fiume, dove la Giunta Centrale di Siviglia aveva inviato una fregata per rilevare il ministro plenipotenziario di Spagna a Vienna, don Eusebio Bardají y Azara. Il Miniussi si mise a sua disposizione per combattere i francesi nella penisola iberica, ma don Eusebio gli affidò la delicata missione di consegnare via terra dei documenti estremamente riservati all'ambasciatore di Spagna a Costantinopoli.
Attraversando paesi difficili e infestati dal brigantaggio, Nicolò seppe portare a termine la missione, guadagnandosi una tale stima da essere inviato a Cadice nel maggio 1810, dove partecipò ad azioni che portarono alla vittoria contro i francesi all'isola di Léon (suo battesimo di fuoco), a Tarifa, a Chiclana (febbraio 1811), ad Ayamonte e Algarve e ad Albuera (16 maggio 1811), dove per la sua audacia diventò Capitano e aiutante di campo del conte di Villamour. Infine, dopo la vittoria di Badajoz (6 aprile 1812), la sua compagnia fu incorporata nell'armata del generale inglese Wellesley (che in seguito alla vittoriosa battaglia di Talavera divenne I duca di Wellington). Partecipò validamente a tutte le operazioni, e dopo la loro conclusione positiva, venne inviato in missione a Lisbona, latore di altri importanti messaggi segreti. Quando il 13 giugno 1813 iniziò la marcia verso Salamanca, il triestino si trovava a fianco del generale Morillo come addetto al suo stato maggiore.
Ma de Miniussi venne subito richiamato per partecipare alla decisiva battaglia di Vitoria, dove il 21 giugno 1813 le truppe alleate inflissero una dura ed umiliante sconfitta alle forze francesi comandate dallo stesso re Giuseppe Bonaparte e dal maresciallo di Francia Jourdan. Agli ordini diretti di Wellington, il Miniussi varcò i Pirenei inseguendo il nemico in fuga, e si spinse fin sotto Bayonne dopo aver ricacciato verso nord le truppe francesi.
Dopo una breve pausa invernale, il 14 febbraio 1814 Wellington dette al triestino l'ordine di sloggiare il nemico dal monte Aribelza e l'ufficiale, alla testa di due compagnie di cacciatori, assaltò la munita posizione nemica, che fu conquistata dopo un furioso corpo a corpo, e consentì il libero passaggio agli anglo-spagnoli. Durante questa azione spericolata e condotta con tanto ardimento, il capitano rimase gravemente ferito ma ebbe salva la vita grazie alla presenza di un abile chirurgo militare.
Sia Wellington che Morillo, nei rapporti ai loro governi, illustrarono l'eroico comportamento del giovane ufficiale che, nonostante la ferita, prese parte anche all'assedio della piazzaforte di Navarrenx. Ma ormai la situazione militare di Napoleone precipitava, ed il 4 aprile dello stesso anno l'imperatore abdicò.

## Con Wellington a Waterloo
La perfetta conoscenza delle lingue italiana, tedesca, spagnola, francese e probabilmente anche di quella inglese, favorì il triestino nel condurre a felice conclusione numerose missioni diplomatiche avviate per conto del governo spagnolo. Il 1º agosto 1814 venne inviato a Vienna con importantissimi documenti per lo storico Congresso. L'ambasciatore straordinario spagnolo don Pedro Labrador ne approfittò per inviarlo a Londra con documenti importantissimi che doveva consegnare al ministro plenipotenziario di Spagna il duca di Fernan-Nuñez.
Si fermò a Londra per l'inverno, ma ai primi giorni di aprile 1815 partì per Vienna. Ma giunto a Bruxelles apprese che il Congresso era stato sospeso, perché Napoleone era tornato in Francia; e lord Wellington chiese ufficialmente al governo spagnolo di trasferire il triestino nel nuovo esercito alleato che stava formando, e lo voleva nel suo Stato Maggiore. La richiesta venne subito accolta.
Alla battaglia di Waterloo del 18 maggio 1815 lord Wellington volle soltanto due ufficiali spagnoli: il generale Miguel de Álava, l'eroe di Vitoria, e Nicolò de Miniussi, in qualità di suo aiutante di campo. La stima di Wellington nei confronti del triestino, di cui apprezzava le alte virtù militari, fu assai ben riposta, ed in seguito il lord inglese fu il primo a riconoscerlo.
Infatti, al culmine della battaglia, quando le sorti erano ancora paurosamente in bilico, il Miniussi ideò un'azione rapida e decisiva in favore degli alleati. Prese il comando di due battaglioni tedeschi del Nassau che dopo una dura mischia con i francesi stavano ormai ripiegando, e siccome da vero triestino conosceva assai bene il tedesco, li arringò con tale efficacia da riportarli in linea così rinfrancati da contribuire decisivamente alla vittoria. Nel corso di questo cruento episodio il triestino sostituì per ben due volte il suo cavallo colpito a morte, e lui stesso riportò varie ferite, ma restò attivamente sul campo fino alla conclusione della storica giornata.
Il generale Álava inviò al re di Spagna un resoconto sulla grande battaglia, dove mise nella dovuta evidenza il valore dimostrato dal Miniussi, tanto che il sovrano lo promosse al grado di tenente colonnello maggiore il 15 ottobre 1815.

## Un triestinomonument-man
Dopo la disfatta di Napoleone a Waterloo la Francia fu occupata e il colonnello de Miniussi arrivò a Parigi, dove rimase con incarichi straordinari fino all'agosto del 1819. Durante questo periodo venne inviato parecchie volte a Londra, con l'incarico di risolvere affari molto importanti. La Spagna di Carlo IV nel 1807 era stata invasa dalle truppe napoleoniche, considerate allora invincibili, e dai musei, chiese e collezioni private vennero asportati numerosi capolavori di fama mondiale, e non soltanto quadri di Tiziano, Raffaello e Correggio, ma anche arazzi, sculture ed ogni sorta di beni trovati nelle città occupate.
La delicata missione di recupero, che nello Stato Pontificio fu affidata ad Antonio Canova, venne affidata dal governo spagnolo a de Miniussi; un compito estremamente difficile che portò a termine in breve tempo e con i più brillanti risultati. Per ordine del generale Álava, e con 200 soldati inglesi di scorta, l'ufficiale percorse in lungo e in largo la Francia, controllando, elenchi alla mano, musei, pinacoteche, gallerie e case private, alla ricerca di tutte le opere sottratte alla Spagna. Finito il rastrellamento, formò un convoglio con i tesori ricuperati, ma non ritenendo opportuno riattraversare la Francia, con una scorta di cavalleria inglese condusse il tesoro in un porto olandese da dove fu trasportato felicemente a prima a Cadice e poi a Madrid.
La rischiosa e delicata impresa, portata a termine con tale perizia e rapidità, gli valse non soltanto ulteriori elogi e riconoscimenti, ma anche la nomina a membro d'onore della reale Accademia di S. Ferdinando. Ormai la Spagna considerava don Nicolás de Miniussir come uno dei suoi figli migliori, e fu un affetto ricambiato e reso ancora più solido dal suo matrimonio con donna Maria del Cármen de Torrijos y Uriarte, sposata il 15 dicembre 1820, sorella del generale Torrijos.

## L'esilio e il richiamo in Spagna
In seguito la Spagna fu martoriata da insurrezioni, rivolte e tentativi di invasione francesi. Nell'aprile 1821 Miniussi era a capo della Capitanía General della Nuova Castiglia; l'anno seguente fu nominato tenente colonnello effettivo del reggimento imperiale Alessandro; nel 1823 era a Barcellona con il reggimento Babastro e il 17 maggio venne ferito gravemente.
Il 9 settembre 1823 con la ferita non ancora rimarginata, portò soccorso a Figueras; ma il 16 settembre le truppe spagnole vennero circondate da preponderanti forze francesi che lo costrinsero a capitolare, sebbene con l'onore delle armi. Per dieci anni, dal 1824 al 1834, Nicolò de Miniussi visse prima da prigioniero, e poi fu esule in Francia, Belgio, Olanda ed Inghilterra, tornando alcune volte a Trieste.
Nel 1834, tornato al potere il partito liberale, venne richiamato in Spagna dove fu promosso al grado di colonnello e fu impiegato in altre importanti operazioni militari, anche contro le formazioni carliste (1830-1840). Nel novembre 1836 progettò ed eseguì un piano per permettere alle truppe del generale Espartero di ritirarsi da Bilbao: dopo la sanguinosa battaglia di Luchana, Espartero permise che la brigata estremeña di Miniussi fosse la prima ad entrare trionfalmente a Bilbao.
Il 3 luglio 1843 venne proposto per il conferimento dell'ambito grado di Maresciallo di campo che gli venne conferito il 16 agosto 1847.
Tra il 1844 e il 1848 de Miniussi fu in Francia, Germania e Austria; e a Vienna fu onorato, come scrisse, dall'amicizia del conte Francesco Stadion e del barone Carlo Lodovico von Bruck. Fece delle visite a Trieste, e forse anche in Portogallo, a Faro, per trovare il suo amico triestino Giustino Cumano, fratello di Costantino. Assistette alle rivolte del 1848 di Vienna e di Trieste, e si rallegrò "per la felice sistemazione dinastica raggiunta in Austria, e particolarmente per l'ascesa al trono del giovane arciduca Francesco Giuseppe". Rivelò il suo ancor vivo attaccamento alla città natale, aggiungendo: "Se la città di Trieste domandasse a questo governo la mia nominazione come generale delle guardie nazionali di tutto il distretto, forse che sarebbe un mezzo che faciliterebbe la mia entrata in servizio". Si dichiarava sempre disposto a prestare il suo forte braccio alla sua cara patria.

## Gli ultimi anni
Negli anni che seguirono acquistò un oliveto ad Almagro e per gestire la produzione di olio si avvalse dei consigli del canonico triestino Pietro Stancovich, che era un vero esperto in materia.
Morì dopo una lunga malattia il 5 maggio 1868 a Valencia, e riposa nel Pantheon del cimitero generale della città. "L'Osservatore Triestino" nel necrologio del 19 maggio 1868 commentò: fu "un nostro concittadino, il quale, mercé soltanto al non comune valore suo, seppe in terra straniera elevarsi agli alti gradi della milizia, coprendosi il corpo di nobili ferite gloriosamente riportate sui campi di battaglia, ed il petto di numerose insegne a testimonianza di militari e cittadine virtù, il silenzio da parte nostra sarebbe offesa gravissima alla patria, che nelle gesta magnanime de' propri figli si piace e va di essi a buon diritto superba".

## Riconoscimenti
Per i suoi meriti Nicolò de Miniussi venne decorato con
- la Gran Croce dell'Ordine Reale e Militare di San Ermenegildo (23 settembre 1836[33]),
- la Gran Croce dell'Ordine di Isabella la Cattolica (27 giugno 1836[33]),
- la Croce del Reale e militare ordine di San Ferdinando di prima (27 settembre 1815[34]) e quarta classe,
- la Croce dell'Ordine Imperiale di Leopoldo d'Austria (27 settembre 1815[34]),
- la Croce di Quarta Classe dell'Ordine Militare dei Paesi Bassi (28 aprile 1815[34]),
- la Croce dell'Ordine della Quercia verde dei Paesi Bassi[20],
- la Medal of Honor di Sua Maestà il Principe Reggente d'Inghilterra per la battaglia di Waterloo (27 settembre 1815[34])

e fu nominato Eroe nazionale per la battaglia di Albuera (24 ottobre 1815), Eroe nazionale per la battaglia di Luchana e Maresciallo dell'Esercito Nazionale, con dodici Croci Nazionali per Azioni di guerra.